# Michael Faraday
Michael Faraday (ur. 22 września 1791 w Newington Butts, zm. 25 sierpnia 1867 w Hampton Court) – angielski fizyk doświadczalny i chemik. Profesor Instytutu Królewskiego w Londynie (ang. Royal Institution) i Uniwersytetu Oksfordzkiego, członek Towarzystwa Królewskiego w Londynie (ang. Royal Society). Laureat najwyższych nagród naukowych jego czasów – dwóch Medali Copleya (1832 i 1838), dwóch Medali Królewskich (1835 i 1846) oraz Medalu Rumforda (1846). W 1842 otrzymał Pour le Mérite za Naukę i Sztukę.
Faraday to jeden z ojców elektrodynamiki klasycznej. Odkrył indukcję elektromagnetyczną – możliwość wytwarzania prądu elektrycznego przez ruch magnesu, co jest przejawem wytwarzania pola elektrycznego przez zmienne pole magnetyczne. Ścisły matematyczny opis tego zjawiska nazwano prawem Faradaya, będącym jednym z podstawowych równań Maxwella. Jego osiągnięcie było przełomowe zarówno dla fizyki jak i techniki – umożliwiło konstrukcję pierwszych prądnic i silników elektrycznych, przyczyniając się do drugiej rewolucji przemysłowej i masowej elektryfikacji.
Pozostałe osiągnięcia Faradaya to m.in. wprowadzenie opisu oddziaływań przez pola i ich linie, odkrycie samoindukcji, paramagnetyzmu i zjawiska magnetooptycznego – wyjaśnionego potem przez Maxwellowski elektromagnetyczny model światła. W chemii Faraday zasłynął m.in. jako pionier elektrochemii i odkrywca benzenu. Jest też przykładem wybitnego samouka; wkroczył w świat akademicki dzięki H.B. Davy’emu, który zatrudnił młodego Faradaya jako asystenta. Od 1851 był członkiem zagranicznym Królewskiej Holenderskiej Akademii Sztuk i Nauk. 

## Odkrycia

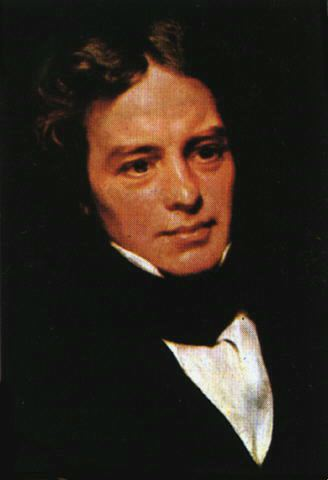
Michael Faraday w młodości

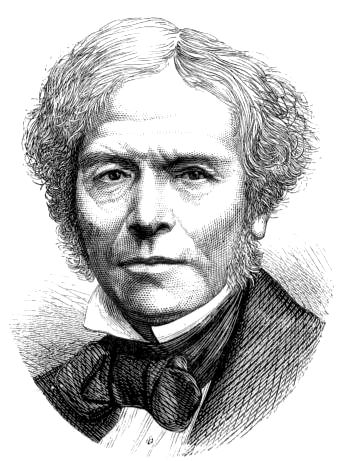
Michael Faraday w wieku dojrzałym

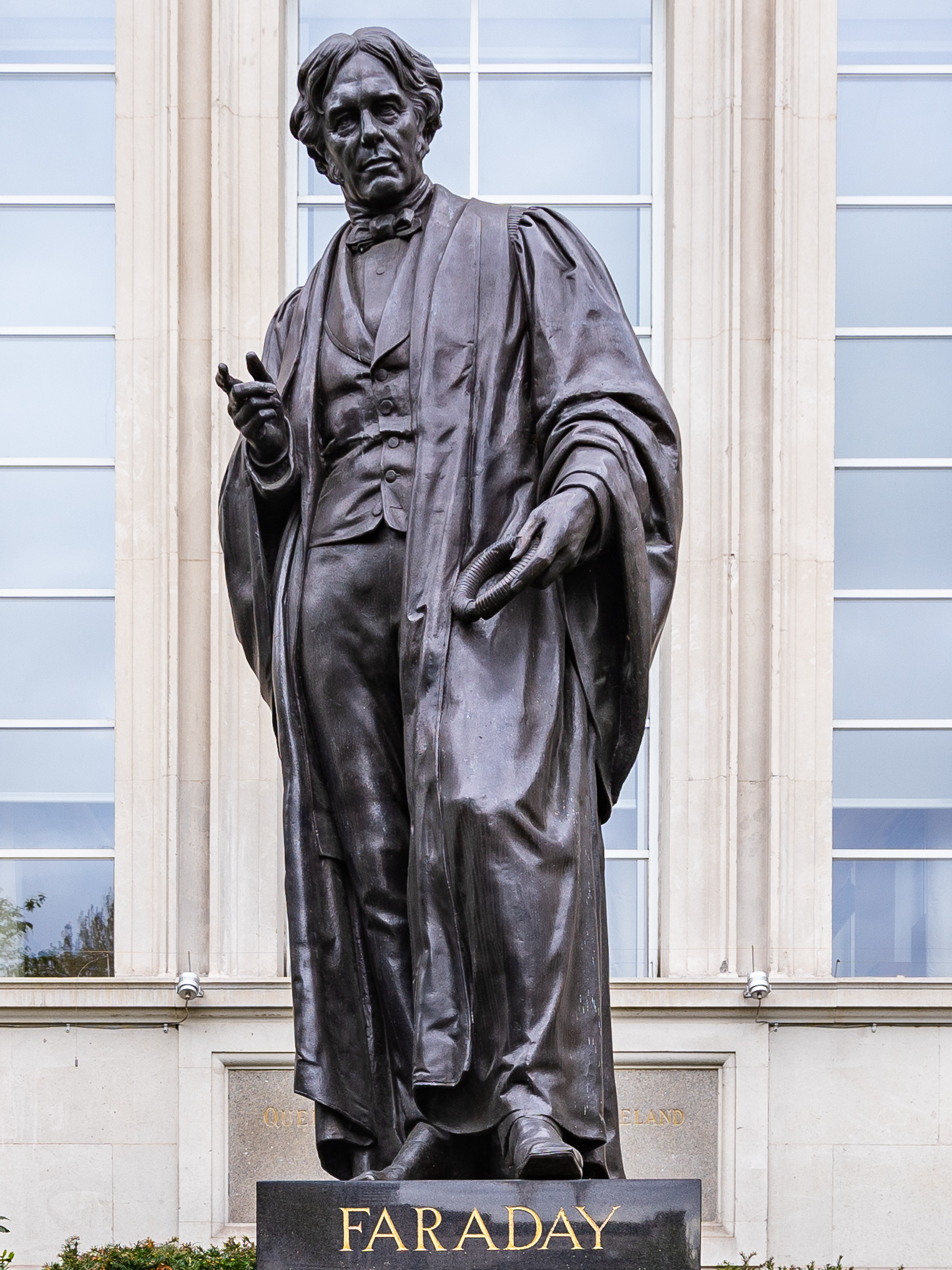
Posąg Faradaya

### Fizyka
Największe znaczenie miały prace Faradaya dotyczące elektryczności. W 1831 r. odkrył zjawisko indukcji elektromagnetycznej, co przyczyniło się do powstania elektrodynamiki.
Faraday odkrył również zjawisko samoindukcji, zbudował pierwszy model silnika elektrycznego. W 1845 r. stwierdził, że diamagnetyzm jest powszechną właściwością materii, odkryty zaś przez niego paramagnetyzm – właściwością szczególną niektórych jej rodzajów. Faraday wprowadził pojęcie linii sił pola i wysunął twierdzenie, że ładunki elektryczne działają na siebie za pomocą takiego pola. W 1848 r. odkrył zjawisko magnetooptyczne. Jako pierwszy podjął  próbę zunifikowania grawitacji z elektromagnetyzmem (1849).
Odkrycia Faradaya z zakresu elektrodynamiki miały ogromne znaczenie z dwóch powodów. Po pierwsze, prawo Faradaya ma podstawowe znaczenie w teorii elektromagnetyzmu. Po drugie, indukcja elektromagnetyczna może być wykorzystana do wytwarzania prądu elektrycznego, co zademonstrował sam Faraday budując pierwszą prądnicę. Nowoczesne generatory elektryczne są znacznie bardziej złożone, jednak wszystkie opierają się na tej samej zasadzie – indukcji elektromagnetycznej.
Od jego nazwiska jednostka pojemności elektrycznej w układzie SI nazywana jest faradem.

### Chemia
Stworzył podstawy elektrochemii. W latach 1833–1834 sformułował prawa elektrolizy i wprowadził nomenklaturę dla opisu tego zjawiska. W 1825 roku odkrył benzen, wydzielił naftalen, heksachloroetan, koloidalne złoto. Był też twórcą prostej metody skraplania gazów. W 1823 roku jako pierwszy skroplił chlor.
Prowadził pionierskie prace nad stalami stopowymi i szkłem optycznym. Stwierdził katalityczne działanie światła w reakcjach chlorowców na węglowodory (nasycone).

## Życie prywatne
2 czerwca 1821 ożenił się z Sarą (Sarah) Barnard; związek był bezdzietny. Faraday był członkiem sandemanianów, sekty protestanckiej (pierwotna nazwa: glasjanie), utworzonej w Szkocji ok. 1730 r. przez Johna Glasa (1695–1773). Został pochowany w nieanglikańskiej części Highgate Cemetery. W grobie tym, obok niego, spoczęła później żona.

## Literatura dodatkowa
- Marian Grotowski: Michał Faraday: jego życie i dzieło 1791–1867. Poznań: Księgarnia Św. Wojciecha, 1928.
- Eugeniusz Hohendorf: Życie i twórczość Michała Faradaya.